# Un revenant
Pour plus de détails, voir Fiche technique et Distribution.
Un revenant est un film français réalisé par Christian-Jaque, sorti en 1946.
Le choix du titre coïncide avec le fait qu'il s'agit du premier film tourné par Louis Jouvet à son retour d'exil : il avait en effet vécu en Amérique latine durant l'Occupation.

## Synopsis
Jean-Jacques Sauvage est de retour à Lyon, sa ville natale. Directeur d'une célèbre troupe de ballet internationale, il vient roder son nouveau spectacle avant de le présenter à Paris. Vingt ans auparavant, il avait été victime d'une tentative de meurtre par l'un de ses camarades d'enfance, Jérôme Nizard, un riche soyeux lyonnais. Ce dernier n'avait été que l'exécutant d'un complot familial qui avait pour but de mettre un terme à la liaison que Jean-Jacques entretenait avec Geneviève, la sœur de Jérôme.
La tentative d'homicide avait été présentée comme une tragique méprise (Jérôme aurait tiré en croyant avoir affaire à un cambrioleur). Mais Jean-Jacques apprend rapidement par Geneviève qu'Edmond Gonin, devenu ensuite son mari, avait participé au complot en fournissant le revolver.
Jean-Jacques, bien qu'il s'en défende, entend se venger de Jérôme et d'Edmond Gonin. Son attitude vis-à-vis de Geneviève est plus ambiguë : il est partagé entre la tendresse et la rancœur. Les circonstances vont le servir en la personne du fils de Jérôme Nizard, François, un garçon romantique en révolte contre son père.
Jean-Jacques favorise une brève aventure entre François et Karina, la ballerine vedette de sa troupe. Lorsque celle-ci, lassée de la jalousie de ce jeune amant, rompt avec lui, François tente de se suicider en plein spectacle. Ce suicide manqué provoque un scandale dans la bonne société lyonnaise et ruine le projet de riche mariage que Jérôme avait conçu pour son fils.
Mais le plus cruel sera réservé à Geneviève. Après l'avoir convaincue de quitter son mari pour le suivre à Paris, Jean-Jacques l'abandonne sur le quai de la gare. En revanche, séduit par le jeune François qui doit lui rappeler sa propre jeunesse, ou se sentant responsable de sa tentative de suicide, il l'emmène avec lui.
Dans une dernière image, Geneviève disparaît dans la fumée du train quittant la gare de Perrache et les débris d'une vieille photo déchirée que Jean-Jacques jette au vent.

## Fiche technique
- Titre : Un revenant
- Réalisation : Christian-Jaque, assisté de Raymond Vilette, Louis de Masure
- Scénario : Henri Jeanson (qui s'est inspiré de l'affaire Gillet, drame qui eut lieu dans la région lyonnaise en 1922)
- Adaptation : Henri Jeanson, Christian Jaque, Louis Chavance
- Dialogue : Henri Jeanson
- Décors : Pierre Marquet, assisté de Raymond Gabutti et Roger Briaucourt
- Costumes : Germaine Lecomte et Karinsky
- Photographie : Louis Page
- Opérateur : Roger Arrignon, assisté de Guillois et Duhamel
- Son : Jean Rieul
- Montage : Jacques Desagneaux, Raymonde Le Jeune
- Musique : Arthur Honegger (Éditions Choudens)
- Régisseur général : Fred Genty
- Script-girl : Simone Bourdarias
- Tournage dans les studios des Buttes Chaumont et à Lyon
- Enregistrement sonore Radio Cinéma, système Cottet, licence Tobis Klang Film
- Tirage : laboratoire Liano Films
- Production : Compagnie Franco-Coloniale Cinématographique (France)
- Chef de production : Edouard Carles
- Directeur de production : Jean Mugeli
- Pays :  France
- Format :  Noir et blanc - 1,37:1 - 35 mm - Son mono
- Genre : Comédie dramatique
- Durée : 100 min
- Date de sortie :
  - France - 18 octobre 1946
- Numéro de visa : 3443 (délivré le 05/08/1946)

## Distribution
- Louis Jouvet : Jean-Jacques Sauvage, directeur d'une troupe de ballet
- Gaby Morlay : Geneviève, femme d'Edmond Gonin et sœur de Jérôme Nizard
- Ludmila Tcherina : Karina, la danseuse étoile de la troupe
- Jean Brochard : Jérôme Nizard
- François Périer : François Nizard, le fils de Jérôme
- Louis Seigner : Edmond Gonin
- Marguerite Moreno : la tante Jeanne
- Léo Lapara : Marchal, l'assistant de Sauvage (soit son rôle dans la vie auprès de Jouvet)
- Hélène Ronsard : Suzanne, la jeune femme
- Julienne Paroli : la bonne des Gonin
- Germaine Stainval : Mme Brunet
- Maurice Nasil : le cousin des Gonin-Nizard
- Arthur Honegger : lui-même
- Armand Lurville : le commissaire
- Max Bozzoni : Serge
- Arthur Hoérée
- Albert Michel : le pompier de service
- Franck Maurice : un machiniste
- Lucien Guervil
- Anouk Ferjac

Avec le concours du corps de ballet de l'Opéra de Paris, sur une chorégraphie originale de Victor Gsovsky.

## Répliques cultes
Le film doit beaucoup aux dialogues d'Henri Jeanson. Dans la scène de la réunion dans le bureau de Gonin et Nizard. Jérôme Nizard proclame :

« Il faut bien que les enfants servent à quelque chose ! »

Dans la scène où Marguerite Moreno complimente longuement Louis Jouvet sans que celui-ci puisse placer un mot et où elle lui dit :

« Tu as jeté le trouble dans cette famille de cloportes… »

De même la réplique de Louis Jouvet : 

« En amour, l'éternité, ça n'a qu'un temps. »

Ou le dialogue entre Gaby Morlay et Louis Jouvet :

« - J'ai l'impression de rêver...
- Moi, de me réveiller... Dans ces conditions-là, on ne se rencontrera jamais... »

## Autour du film
Le film est librement inspiré du scandale de l’affaire Gillet : en novembre 1925, à Lyon-Vaise, dans cette famille d’industriels lyonnais de textile artificiel, Mme Charles Gillet fait tirer à la carabine, par le fils de son jardinier, sur Louis Seux, dont la demande en mariage vient d’être repoussée, alors qu’il sort en pleine nuit de la chambre de sa fille. Presse et justice s’en tiennent à la thèse de la famille selon laquelle il a été pris pour un cambrioleur. Communistes, Ligue des droits de l’homme, et d’autres, jugent ou suspectent qu’une enquête partiale couvre une tentative d’assassinat préméditée. Les deux enquêtes, contre Louis Seux pour violation de domicile et contre le fils du jardinier pour coups et blessures, se soldent par des non-lieux, mais Louis Seux reste paralysé du côté droit et ne se remettra jamais de sa blessure ; il meurt à 34 ans en avril 1931, alors que Denise Gillet vient d’épouser l’héritier des sanitaires Brossette. Louis comme Denise ont toujours affirmé qu’il n’y avait pas eu de relation entre eux, et qu'il ne s'était introduit dans la villa que pour tenter de la convaincre. L’affaire aurait inspiré le roman Ciel de suie d’Henri Béraud, paru en 1933, qui serait d'ailleurs à la source du film, bien que non crédité au générique — ce qui peut être dû au fait que Béraud a été condamné à mort à la Libération pour faits de collaboration.

## Distinctions
Le film a été présenté en sélection officielle en compétition au Festival de Cannes 1946.

## Box-office
Le film a rassemblé 3 220 757 spectateurs dans les salles.